# Eddie Hardin
Eddie Hardin (Londres, 19 de febrero de 1949-22 de julio de 2015) fue un pianista, cantante y compositor británico. Fue conocido por formar parte de grupos como Spencer Davis Group, Axis Point, y Hardin & York. Hardin, junto al batería, Pete York, dejaron Spencer Davis Group el 26 de octubre de 1968, por 'diferencias sobre la política musical'.
Hardin y York formaron un dúo durante años hasta que Hardin inició su proyecto en solitario con su álbum de debut Home Is Where You Find It en 1972. Ambos volvieron a la formación de Spencer Davis Group en 1973 pero la banda se disolvió poco después con dos ábums más publicados. Hardin continuó como solista, ocasionalmente reuniéndose con York. Muchos de sus trabajos desde 1974 fueron producidos por Roger Glover que recientemente había dejado Deep Purple. Hardin trabajó en el proyecto en solitario de Glover The Butterfly Ball and the Grasshopper's Feast ese mismo año, cantando en el corte «Maximus Mouse» y tocando o coescribiendo en otros.
Su trabajo más conocido en el mundo británico sea la interpretación del magazine de niños de Thames Television Magpie, grabado por la entonces formación del Spencer Davis Group bajo el seudónimo de The Murgatroyd Band.
Murió a causa de un ataque al corazón el 22 de julio de 2015 a la edad de 66 años.

## Discografía

### A wild Uncertainty
- "Man With Money" / "Broken Truth" Planet (1965)

### Spencer Davis Group
- With Their New Face On United Artists UA 1192 (1968)
- Gluggo  Vertigo 6360088 (1973)
- Living in a Back Street Vertigo (1974)
- Catch You on the Rebop (Live in Europe 1973)
- Taking Out Time 1967–69 (Letters From Edith) (recopilatorio)

#### Reediciones
- With Their New Face On Repertoire REP 4684-WY (1997)
- Funky One Way OW 34529
- The Masters (recopilatorio) Eagle Records (1999)

### Hardin y York
- Tomorrow Today Bell SBLL125 (1969)
- The World's Smallest Big Band Bell SBLL136 (1970)
- For The World  Bell SBLL141 (1971)
- Hardin & York with Charlie McCracken  Vertigo 6360622 (1974)
- Hardin & New York  Teldec 624595 (1979)
- Live at the Marquee 1971 RPM RPM135 (1994)
- Hardin & York Live Repertoire REP 4459-WY (1994) 1970 recording, previously a bootleg
- Still A Few Pages Left RPM Thunderbird CSA 106 (1995)

#### Reediciones
- For The World  See For Miles (1985)
- Tomorrow Today Repertoire REP 4481-WY (1994)
- World Smallest Big Band  Repertoire REP 4482-WY (1994)

### Axis Point
- Axis Point RCA PL 30039 (1979)
- Boast of the Town RCA PL 25277 (1980)

#### Reediciones
- Axis Point / Boast of the Town (compilation) BGO (2002)

### Álbumes en solitario
- Home Is Where You Find It, Decca TXS 106 (1972)
- Wizard's Convention, RCA Records (1976)
- You Can't Teach an Old Dog New Tricks, Attic LAT 1023 (1977)
- Circumstantial Evidence, RCA (1982)
- Eddie Hardin & Zak Starkey's Musical of Wind in the Willows, President (1985)
- Dawn 'Til Dusk, Coda Records (1986)
- Situations, President PTLS1089 (1987)
- Survival, Coda Records (1988)
- Wind in the Willows Live (featuring Maggie Bell, Graham Bonnet, Raphael Ravenscroft, Jon Lord and Zak Starkey), in-akustik INAK/BOSE INAK 9010 (1992)
- When We Were Young, in-akustik INAK 11005 (1996)
- Just Passing Through, self-released (2000)

#### Reediciones
- You Can't Teach an Old Dog New Tricks  Repertoire REP4464WY (1994)
- Wind in the Willows Live  Angel Air (1998)
- Circumstantial Evidence  Angel Air SJPCD024
- Eddie Hardin & Zak Starkey's Musical of Wind in the Willows  RPM 327 (2002)
- Home Is Where You Find It RPM 271 (2004)

### Como hombre de banda
Con Bo Diddley
- The London Bo Diddley Sessions (Chess, 1973)